# Pleodendron
Pleodendron é um género de plantas com flor pertencente à família Canellaceae, com distribuição natural na América Central e nas Caraíbas.

## Descrição
Pleodendron é um género da família Canellaceae, descrito em 1899.
O género Pleodendron é nativo da América Central e das Índias Ocidentais.
Espécies
1. Pleodendron costaricense N.Zamora, Hammel & Aguilar - Costa Rica
2. Pleodendron ekmanii Urb. - Haiti
3. Pleodendron macranthum (Baill.) Tiegh. - Puerto Rico